# Ichneumon arisanus
Ichneumon arisanus är en stekelart som beskrevs av Tohru Uchida 1929. Ichneumon arisanus ingår i släktet Ichneumon och familjen brokparasitsteklar. Inga underarter finns listade i Catalogue of Life.